# Sergio Gobbi
Pour les articles homonymes, voir Gobbi.
Sergio Gobbi (de son vrai nom Sergio Ehrlich), né à Milan le 13 mai 1938, est un réalisateur, scénariste, et producteur de cinéma italien.

## Biographie
Sergio Gobbi a 20 ans à peine lorsqu'il s'installe en France. Il y apprend le français, l'art dramatique, et s'intègre dans la vie parisienne de la fin des années 1950.
Curieux et passionné, il se retrouve aux côtés de Raymond Rouleau et de Jean Renoir et devient l'assistant de Roberto Rossellini lors du passage de ce dernier à Paris. À partir de ces instants, sa passion pour le cinéma ne cesse de grandir.
À 21 ans, Sergio Gobbi réalise et interprète L'Espace d'un matin, son premier film. Il entame alors une longue carrière de réalisateur, scénariste, producteur et distributeur qui va le conduire à côtoyer, diriger, accompagner bon nombre des grands noms du cinéma international, comme Roman Polanski, Giuseppe Tornatore, André Cayatte, Marco Ferreri ou Georges Lautner.
Au-delà de sa filmographie personnelle, où l'on trouve, Le Temps des loups, Un beau monstre, Les Galets d'Étretat, des dizaines de films portent la marque de ce professionnel de l'image qui sait également se mesurer avec succès aux exigences de la série télévisée grand public.
C'est lors d'un tournage du premier épisode de Affaires étrangères en 2010 (4 épisodes de 90 min pour TF1) que Sergio Gobbi découvre la République dominicaine. Séduit par ce pays, il décide, en parallèle de ses activités de producteur en France, de créer une société de production à Saint-Domingue.
Il est à l'origine de la première coproduction franco-dominicaine et produit le second long métrage d'une des rares femmes réalisatrices dominicaines. Le film Cristo Rey de Leticia Tonos atteint près de 90 000 entrées au box office dominicain[réf. nécessaire] et représente le cinéma dominicain pour la présélection des nominations aux Oscars 2015.
En 2013, il produit le remake d'un de ses premiers succès mondial L'Étrangère (1968). Sous ses conseils, La Extraña (2014) est réalisé par César Rodríguez.
Après plus de 50 ans de carrière, Sergio Gobbi  continue de développer des projets pour la France et la République Dominicaine.

## Filmographie

### Comme réalisateur
- 1961 : L'Espace d'un matin
- 1964 : Le Bluffeur
- 1966 : Pas de panique
- 1968 : L'Étrangère
- 1969 : Maldonne (écrit par Boileau-Narcejac, Jeanne Cressanges et Maurice Chapelan)
- 1969 : Le Temps des loups
- 1969 : Une fille nommée Amour
- 1971 : Un beau monstre
- 1972 : Les Galets d'Étretat (écrit par Vahé Katcha et André Tabet)
- 1972 : Les Intrus
- 1973 : Les Voraces
- 1974 : La Rivale
- 1976 : Blondy
- 1978 : Venise (court-métrage de 14')
- 1978 : L'Enfant de nuit
- 1979 : Ciao, les mecs
- 1980 : Brigade criminelle
- 1984 : L'Arbalète
- 1986 : La Nuit du risque
- 1994 : L'Affaire
- 1998 : Rewind

### Comme scénariste
- 1961 : L'Espace d'un matin (coécrit par Claude Viriot)
- 1964 : Le Bluffeur (coécrit par Pierre Caillat et Lucien Hustaix)
- 1966 : Pas de panique (coécrit par Yvan Audouard et Gilles Durieux)
- 1968 : L'Étrangère (coécrit par Jeanne Cressanges)
- 1969 : Le Temps des loups (coécrit par Georges Tabet et André Tabet)
- 1971 : Un beau monstre (coécrit par Georges Tabet et André Tabet)
- 1972 : Les Intrus (coécrit par Charles Aznavour)
- 1973 : Les Voraces (coécrit par Vahé Katcha)
- 1974 : La Rivale (coécrit par Paul Gégauff)
- 1978 : Venise (court-métrage)
- 1978 : L'Enfant de nuit (coécrit par Ugo Pirro)
- 1980 : Brigade criminelle (coécrit par Enrico Verasis)
- 1984 : L'Arbalète (coécrit avec Daniel Ubaud)
- 1989 : Sauf votre respect (Try This One for Size)
- 1990 : Passez une bonne nuit (TV)
- 1990 : Le Denier du colt (TV)
- 1990 : Présumé dangereux
- 1994 : La Dernière carte ou L'Affaire (coécrit par Victor Arnold)
- 1998 : Rewind (coécrit par Luca Biglioni et Claude Baignères)

### Comme acteur
- 1958 : Les Tricheurs de Marcel Carné
- 1959 : Bal de nuit de Maurice Cloche

### Comme producteur
- 1971 : Les Jambes en l'air de Jean Dewever
- 1971 : La Part des lions de Jean Larriaga
- 1973 : L'Affaire Crazy Capo de Patrick Jamain
- 1977 : Autopsie d'un monstre ou À chacun son enfer d'André Cayatte
- 1978 : La Raison d'État d'André Cayatte
- 1978 : L'Amour en question d’André Cayatte
- 1981 : Conte de la folie ordinaire de Marco Ferreri
- 1984 : L'Arbalète de Sergio Gobbi
- 1988 : Adieu je t'aime de Claude Bernard-Aubert
- 1988 : La Femme de mes amours (Il Frullo del passero)
- 1989 : Sauf votre respect (Try This One for Size)de Guy Hamilton
- 1990 : Le Denier du colt (TV)
- 1990 : Présumé dangereux de Georges Lautner
- 1991 : Le Voleur d'enfants de Christian de Chalonge avec Marcello Mastroianni
- 1994 : La Jeune Fille et la Mort (Death and the Maiden) de Roman Polanski
- 1995 : Marchand de rêves de Giuseppe Tornatore
- 1996 : Le Jour du chien de Ricky Tognazzi
- 1996 : Siegfried and Roy: Masters of the Impossible (vidéo)
- 1997 : Les Couleurs du diable de Alain Jessua
- 1999 : La Cerisaie de Michael Cacoyannis avec Charlotte Rampling
- 2005 : Le Juge (feuilleton TV, coécrit par Philippe Setbon et Thierry Aguila)réalisé par Vincenzo Marano
- 2007 : La Taupe de Vincenzo Marano, TV
- 2008 : Sans état d'âme de Vincenzo Marano (avec Candice Hugo)
- 2008 :  Les Corbeaux réalisé par Régis Musset
- 2009 : La Taupe 2 de Vincenzo Marano
- 2010 - 2011 : Affaires étrangères de Vincenzo Marano, 4 épisodes
- 2012 : Dracula 3D de Dario Argento
- 2014 : Cristo Rey de Leticia Tonos présélectionné pour représenter le cinéma dominicain aux Oscars 2015
- 2014 : La Extraña de César Rodríguez d'après le film original de Sergio Gobbi L'Étrangère (1968)

## Distinctions et Hommages
- Médaille d'argent de la ville de Paris, 1962
- Chevalier de l'ordre des arts et des lettres, 14 Novembre 1995
- Grand Prix, Prix de la réalisation au Festival de Vichy 1961 pour L'Espace d'un matin
- Prix de la mise en scène au Festival de Saint-Vincent en 1979 pour L'Enfant de nuit
- Hommage au Festival de Cine Global Dominicano, 2017
- Hommage au Festival La Dolce Vita Mogador à Essaouira, 2022